# Legalisatie
Legalisatie heeft twee betekenissen:
- het wettelijk maken van bepaalde activiteiten die voorheen illegaal waren.
- een procedure om officiële documenten bruikbaar te maken in andere landen dan het land van afgifte. Autoriteiten in het ene land weten dan zeker dat het document uit een ander land officieel en legaal is.

## Legalisatie van documenten
Legalisatie is de vaststelling dat een document is afgegeven door een daartoe bevoegd persoon en dat de handtekening op het document inderdaad tot de ondertekenaar behoort. In de praktijk is soms een hele reeks van handtekeningen van instanties nodig die op de hoogte zijn van elkaars bevoegdheid. Dit heet een legalisatieketen.
Landen stellen verschillende eisen aan de afgifte van officiële documenten. Daarbij gaat het bijvoorbeeld om trouwaktes of een testament. Maar ook om zakelijke documenten, zoals verklaringen van de Kamer van Koophandel, diploma's of vergunningen. Daarnaast is het van belang dat autoriteiten van een land zeker weten dat een document door een officiële instantie is afgegeven.